# ヒルッカ・リーヒブオリ
ヒルッカ・リーヒブオリ（Hilkka Maria Riihivuori-Kuntola、1952年12月24日 - ）はフィンランド・南ポフヤンマー県ユルヴァ（Jurva、現在のクリッカの一部）出身の元クロスカントリースキー選手。1970年代から1980年代にかけて国際大会で活躍した。結婚前はヒルッカ・クントラとして活動していた。

## プロフィール
1972年札幌オリンピック、1976年インスブルックオリンピック、1980年レークプラシッドオリンピックと三度冬季オリンピックに出場、計4個の銀メダルを獲得した。また、1978年自国フィンランドで開催された世界選手権ではリレーで金、5kmで銀、10kmで銅と三つのメダルを獲得、1982年ノルディックスキー世界選手権では5kmと10kmで銀メダルを獲得した。
ホルメンコーレンスキー大会では1974年と1980年に10km、1977年に5kmで優勝、1977年のホルメンコーレン・メダルを受章（同時受章はヘレナ・タカロとヴァルター・シュタイナー）した。
1980年から1982年まで3年連続フィンランド最優秀女性スポーツ選手賞を受賞した。